# Estriégana
Estriégana ist ein Ort und eine Gemeinde (municipio) mit 12 Einwohnern (Stand: 2024) im Norden der Provinz Guadalajara in der Autonomen Gemeinschaft Kastilien-La Mancha. 

## Lage und Klima
Estriégana liegt in einer Höhe von ca. 1095 m in der Kulturlandschaft der Serranía. Die Entfernung zur südwestlich gelegenen Provinzhauptstadt Guadalajara beträgt ca. 55 Kilometer (Fahrtstrecke). Das Klima ist gemäßigt bis warm; Regen (533 mm/Jahr) fällt übers Jahr verteilt.

## Bevölkerungsentwicklung
| Jahr      | 1970 | 1981 | 1991 | 2001 | 2011 | 2021 |
| Einwohner | 83   | 37   | 34   | 25   | 18   | 9    |

## Sehenswürdigkeiten
- Peterskirche